# Landschaftsschutzgebiet Heckenlandschaft südlich Kohlstädt

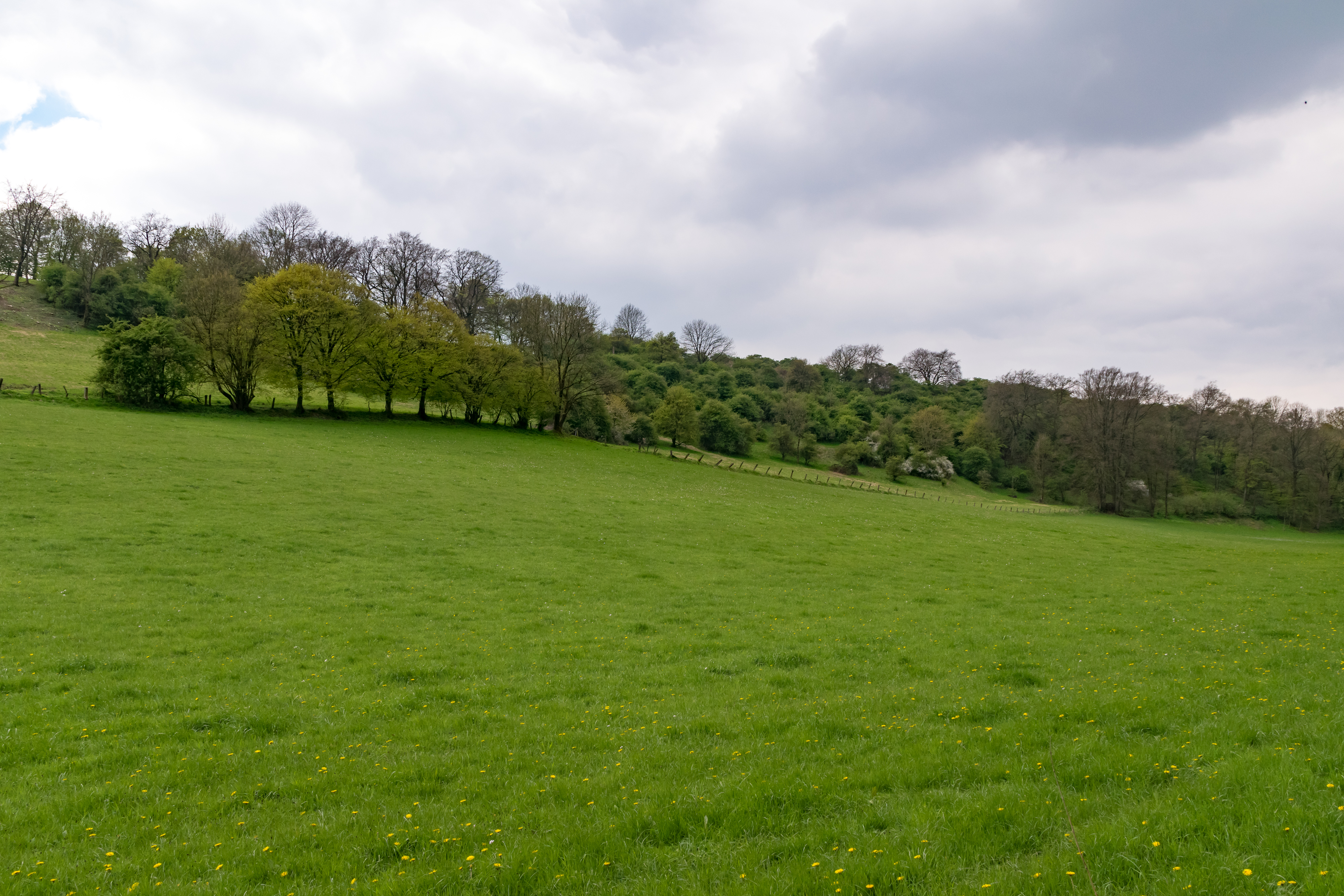
Landschaftsschutzgebiet Heckenlandschaft südlich Kohlstädt

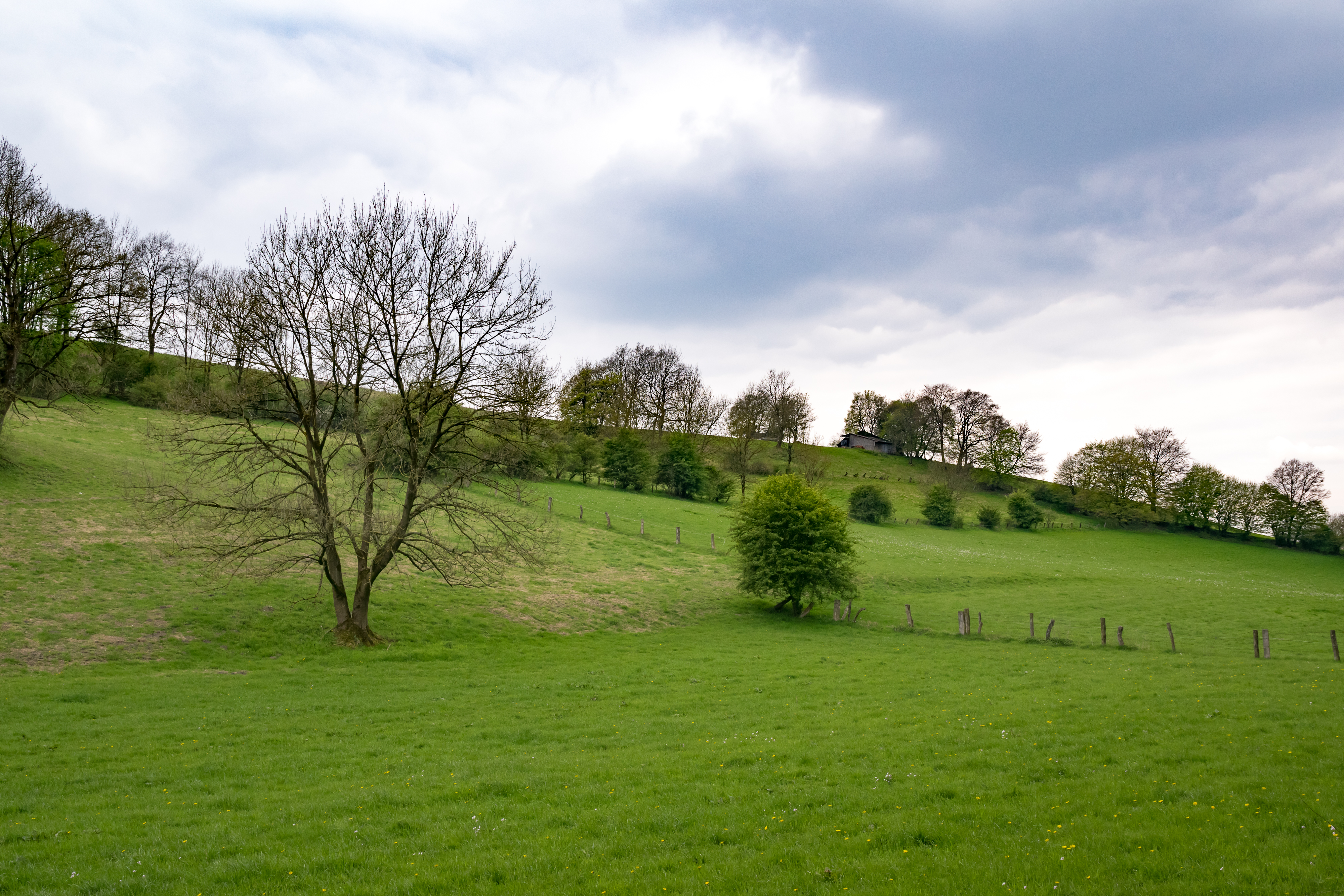
Hangbereich

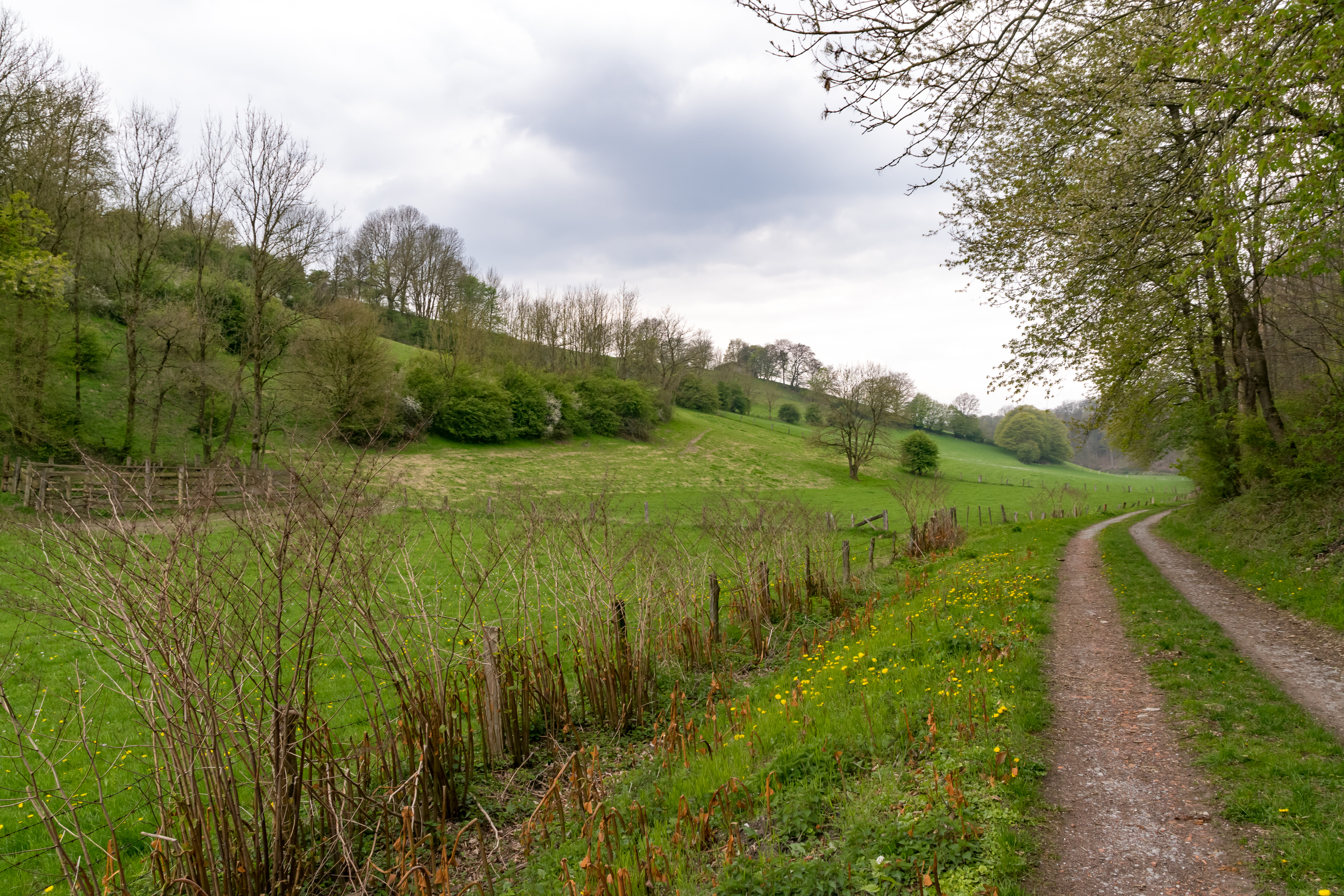
Feldweg

Das Landschaftsschutzgebiet  Heckenlandschaft südlich Kohlstädt mit etwa 92 ha Flächengröße liegt im Gemeindegebiet von Schlangen. Es wurde 2005 mit dem Landschaftsplan  Nr. 10 Horn-Bad Meinberg/Schlangen durch den Kreistag des Kreises Lippe als Landschaftsschutzgebiet (LSG) ausgewiesen.

## Beschreibung
Das Landschaftsschutzgebiet liegt südlich von Kohlstädt. Teils grenzt die Bebauung direkt an. Die Bundesstraße 1 zerschneidet das Schutzgebiet. Das LSG umfasst einen vielfältig strukturierten Biotopkomplex auf Ausläufern des Teutoburger Waldes mit hoher Reliefenergie. Im Viehweidegebiet mit vielen Einzelbäumen, Baumreihen, Feldgehölzen, dichten Hecken und ausgedehnten Gebüschzonen. Am Nordrand befinden sich mehrere alte, aufgelassene Kalksteinbrüche. 
Zum Wert des Schutzgebietes führt der Landschaftsplan aus: „Das Gesamtgebiet ist Lebensraum einer artenreichen Fauna und Flora.“

## Schutzzwecke für das LSG
Laut Landschaftsplan erfolgte die Ausweisung des LSG
- „zur Erhaltung der Leistungsfähigkeit des Naturhaushaltes,“
- „zur Erhaltung und Wiederherstellung eines Waldbereiches mit unterschiedlichen Feuchtestufen,“
- „zur Erhaltung eines Waldkomplexes in der Zerfallphase, wegen der Eigenart und Schönheit des alten Hudewaldes,“
- „zur Sicherung der das Landschaftsbild prägenden Alt- und Totholzbestände.“[1]

## Rechtliche Vorschriften
Im Landschaftsschutzgebiet ist unter anderem das Errichten bzw. Anlegen von Bauten und Fischteichen verboten. Grün- und Brachland darf nicht in eine andere Nutzungsart umgewandelt oder umgebrochen werden. Es ist im LSG verboten, Hunde frei laufen zu lassen, ausgenommen ist die ordnungsgemäße Jagd und Hof- und Gartenbereiche. Obstbäume auf Obstwiesen und Einzelbäume dürfen nur gefällt werden, wenn dies einvernehmlich mit der Unteren Landschaftsbehörde abgestimmt wurde und entsprechende Ersatzbäume gepflanzt werden.